# Óscar García Junyent
Pour les articles homonymes, voir García et Junyent.
Óscar García Junyent, dit Óscar, né le 26 avril 1973 à Sabadell (province de Barcelone) en Espagne, est un footballeur et entraîneur espagnol.
En tant que joueur évoluant au poste de milieu offensif, il devient champion d'Espagne à quatre reprises dans les années 1990 avec son club formateur, le FC Barcelone, et termine sa carrière sur les terrains dans d'autres clubs du pays, après avoir fait partie de la sélection espagnole pour les Jeux olympiques d'été de 1996 à Atlanta.
Devenu par la suite entraîneur, il est d'abord adjoint au sein de l'équipe de Catalogne puis est à la tête de l'équipe des juniors barcelonais avant de rejoindre le club israélien du Maccabi Tel-Aviv FC en tant que coach principal. Après s'être notamment essayé en deuxième division anglaise avec le Brighton & Hove Albion, il est recruté en décembre 2015 par le club autrichien du Red Bull Salzbourg, double champion en titre, avec qui il remporte de nouveau le championnat ainsi que la Coupe d'Autriche, à deux reprises. En juin 2017, Óscar García débarque dans le championnat français en prenant les rênes de l'AS Saint-Étienne ; il démissionne finalement de son poste cinq mois plus tard. Il devient en janvier 2018 l'entraîneur du club grec de l'Olympiakos, avant de quitter de nouveau ses fonctions en avril.

## Biographie

### Carrière de joueur
Milieu offensif, Óscar García commence à jouer avec les alevins du FC Barcelone avant de passer successivement par toutes les équipes de jeunes et d'espoirs de La Masia. Il débute avec l'équipe première sous les ordres de Johan Cruijff en 1992.
Ses frères Genís García Junyent (né en 1975) et Roger García Junyent (né en 1976) ont également joué au Barça avant de se reconvertir en entraîneurs. Le seul match où les trois frères sont alignés ensemble est la finale de la Copa Catalunya du 17 juin 1997 perdue face au CE Europa. Seuls les frères Morris et Comamala avaient fait de même auparavant.
Il participe aux Jeux olympiques d'été de 1996 à Atlanta avec l'Espagne ; son équipe atteint alors les quarts de finale.

### Carrière d'entraîneur

#### Premiers pas
Après avoir été entraîneur adjoint de l'équipe de Catalogne de 2009 à 2010, Óscar García entraîne les juniors A du FC Barcelone jusqu'en 2012.

#### Maccabi Tel-Aviv (2012-2013)
En mai 2012, Oscar García rejoint le Maccabi Tel-Aviv où son ancien coéquipier Jordi Cruijff officie comme directeur technique.

#### Au Brighton & Hove Albion (2013-2014)
Le 22 mai 2013, Oscar García quitte le Maccabi et rejoint le club anglais de Brighton. En mai 2014, il quitte ce club pour retourner au Maccabi. 

#### Interlude (2014)
Le 26 août 2014, il quitte de nouveau le Maccabi Tel-Aviv pour, dit-il, des raisons « sécuritaires ». La semaine suivante, le 2 septembre, il rejoint Watford FC mais il doit démissionner moins d'un mois plus tard en raison de problèmes de santé.

#### Red Bull Salzbourg (2015-2017)
García devient en décembre 2015 l'entraîneur du Red Bull Salzbourg, avec lequel il remporte le championnat autrichien ainsi que la Coupe d'Autriche en 2016 et 2017.

#### AS Saint-Étienne (2017)
Le 15 juin 2017, Óscar Garcia devient le nouvel entraîneur de l'AS Saint-Étienne, succédant ainsi à Christophe Galtier. Le coach catalan signe un contrat jusqu'en 2019 et arrive dans le Forez avec trois adjoints : Antonio Puche, Rubén Martínez et Enrique Sanz,.
Malgré une entame de championnat prometteuse, le jeu proposé et les résultats ne sont pas au rendez-vous dans les mois suivants, bien que l'équipe pointe à la sixième place au classement. Le 20 octobre, le Montpellier HSC vient s'imposer 1-0 au stade Geoffroy-Guichard, où le 5 novembre, l'ASSE enregistre finalement sa pire défaite face au voisin lyonnais dans le derby (0-5).
Le 14 novembre, durant la trêve internationale qui suit cette rencontre, la presse annonce la démission d'Óscar après une réunion avec le président Roland Romeyer et ses représentants ; le club stéphanois officialise sa décision le lendemain, cinq mois jour pour jour après sa prise de fonction. Julien Sablé, responsable du centre de formation, le remplace alors sur le banc, en compagnie de l'ancien quatrième adjoint du Catalan, Alain Ravera,,.

#### Olympiakos (2018)
Le 5 janvier 2018, Óscar Garcia devient le nouvel entraîneur du club grec de l'Olympiakos Le Pirée,. Sa position au sein du club est très vite menacée après la défaite (1-2) lors du match du dimanche 4 février 2018 contre les rivaux de l'AEK Athènes. Finalement, il démissionne de nouveau de son poste le 3 avril 2018,.

#### Celta de Vigo (2019-2020)
Le 4 novembre 2019, il rejoint le Celta de Vigo accompagné de son frère Roger García Junyent comme adjoint. Il s'agit de sa première expérience d'entraîneur en Liga. Il débute le 9 novembre 2019face à son ancien club, le FC Barcelone au Camp Nou (défaite 4 à 1). Il est démis de ses fonctions le 9 novembre 2020.

#### Stade de Reims (2021-2022)
Le 23 juin 2021, le Stade de Reims officialise l'arrivée d'Óscar García au poste d'entraîneur. L’Espagnol remplace David Guion et est lié au club jusqu'en 2024.
Après un début de saison 2022-2023 décevant, il est démis de ses fonctions le 13 octobre 2022.

#### OHL (2023-2024)
Le 3 novembre 2023, Oscar Garcia devient le nouvel entraîneur du club belge de OH Louvain, succédant à Marc Brys, limogé pour manque de résultat.
Il a signé un contrat jusqu'en 2026.
À la 30e et dernière journée de la phase classique du championnat, Oscar García réussit à maintenir de justesse le club en finissant 12e ex æquo avec le Sporting de Charleroi mais devance les Carolos grâce à une meilleure différence de buts.
Durant la saison 2024-2025, OHL démarre plutôt bien le championnat, le club titillant les 5 premières places après 6 matches de championnat. Il perd du terrain cependant à partir du mois d'octobre et est classé 13e avec 16 points (3 victoires, 7 nuls et 4 défaites) après 14 journée de championnat.  Insuffisant toutefois pour les dirigeants du club louvaniste, qui décident de limoger Oscar Garcia et ses assistants le 22 novembre 2024.

## Palmarès

### En tant que joueur

#### En club
FC Barcelone
- Championnat d'Espagne :
  - Vainqueur en 1993, 1994, 1998 et 1999 ;
- Coupe du Roi :
  - Vainqueur en 1997 et 1998 ;
- Coupe des Coupes :
  - Vainqueur en 1997 ;
- Supercoupe de l'UEFA :
  - Vainqueur en 1992 et 1997 ;
- Supercoupe d'Espagne :
  - Vainqueur en 1992 et 1996.

 Valence CF
- Supercoupe d'Espagne :
  - Vainqueur en 1999.

#### En sélection
Équipe d'Espagne olympique
- Jeux olympiques d'été de 1996 à Atlanta :
  - Quart de finaliste

### En tant qu'entraîneur
|  |  |  | Red Bull Salzbourg - Championnat d'Autriche - Champion : 2016 et 2017 - Coupe d'Autriche - Vainqueur : 2016 et 2017 |

## Statistiques

### Entraîneur
| Maccabi Tel-Aviv FC       | 22 mai 2012      | 22 mai 2013       | 36  | 25  | 5  | 6  | 69,4 |
| Brighton & Hove Albion FC | 26 juin 2013     | 12 mai 2014       | 53  | 21  | 16 | 16 | 39,6 |
| Maccabi Tel-Aviv FC       | 2 juin 2014      | 26 août 2014      | 2   | 1   | 1  | 0  | 50,0 |
| Watford FC                | 2 septembre 2014 | 29 septembre 2014 | 4   | 1   | 2  | 1  | 25,0 |
| Red Bull Salzbourg        | 28 décembre 2015 | 15 juin 2017      | 63  | 43  | 11 | 9  | 68,3 |
| AS Saint-Étienne          | 15 juin 2017     | 15 novembre 2017  | 13  | 5   | 4  | 4  | 38,5 |
| Olympiakos                | 5 janvier 2018   | 3 avril 2018      | 13  | 6   | 5  | 2  | 46,2 |
| Celta de Vigo             | 04 novembre 2019 | 09 novembre 2020  | 38  | 8   | 17 | 13 | 4,75 |
| Stade de Reims            | 23 juin 2021     | 13 octobre 2022   | 51  | 14  | 18 | 19 | 27,5 |
| Total                     | Total            | Total             | 273 | 124 | 79 | 70 | 53,4 |